# Nuoto ai Giochi della XX Olimpiade - 100 metri stile libero femminili
La competizione dei 100 metri stile libero femminili di nuoto ai Giochi della XX Olimpiade si è svolta nei giorni 28 e 29 agosto 1972 alla Olympia Schwimmhalle di Monaco di Baviera.

## Programma
| Data           | Ora   | Round        | Note                                |
| -------------- | ----- | ------------ | ----------------------------------- |
| 28 agosto 1972 | 11:45 | 6 Batterie   | I migliori 16 tempi alle semifinali |
| 28 agosto      | 17:45 | 2 Semifinali | I migliori 8 tempi alla finale      |
| 29 agosto      | 17:40 | Finale       |                                     |

## Risultati

### Batterie
| Pos. | Atleta                | Nazione          | Tempo   | Pos F |
| ---- | --------------------- | ---------------- | ------- | ----- |
| 1    | Gabriele Wetzko       | Germania Est     | 1'00"40 | 9 Q   |
| 2    | Tatyana Zolotnitskaya | Unione Sovietica | 1'01"24 | 15 Q  |
| 3    | Claude Mandonnaud     | Francia          | 1'01"34 | 16 Q  |
| 4    | Guylaine Berger       | Francia          | 1'01"54 | 19    |
| 5    | Judit Turóczy         | Ungheria         | 1'01"57 | 20    |
| 6    | Sharon Booth          | Australia        | 1'02"07 | 26    |
| 7    | Kirsten Strange       | Danimarca        | 1'03"83 | 41    |
| 8    | Susana Saxlund        | Uruguay          | 1'04"91 | 45    |

| Pos. | Atleta          | Nazione     | Tempo   | Pos F |
| ---- | --------------- | ----------- | ------- | ----- |
| 1    | Enith Brigitha  | Paesi Bassi | 1'00"02 | 7 Q   |
| 2    | Anke Rijnders   | Paesi Bassi | 1'00"76 | 12 Q  |
| 3    | Judy Wright     | Canada      | 1'01"97 | 25    |
| 4    | Chantal Schertz | Francia     | 1'02"82 | 33    |
| 5    | Edit Kovács     | Ungheria    | 1'03"00 | 36    |
| 6    | Lucy Burle      | Brasile     | 1'03"12 | 37    |
| 7    | Marcia Arriaga  | Messico     | 1'03"66 | 40    |
| 8    | Ileana Morales  | Venezuela   | 1'04"13 | 42    |

| Pos. | Atleta             | Nazione       | Tempo   | Pos F |
| ---- | ------------------ | ------------- | ------- | ----- |
| 1    | Magdolna Patóh     | Ungheria      | 59"47   | 2 Q   |
| 2    | Sandra Neilson     | Stati Uniti   | 59"51   | 3 Q   |
| 3    | Hansje Bunschoten  | Paesi Bassi   | 1'00"82 | 13 Q  |
| 4    | Eva Andersson      | Svezia        | 1'01"88 | 23    |
| 5    | Susan Edmondson    | Gran Bretagna | 1'02"29 | 30    |
| 6    | Françoise Monod    | Svizzera      | 1'02"43 | 32    |
| 7    | Heather Coombridge | Nuova Zelanda | 1'02"95 | 35    |
| 8    | Hsu Yue-Yun        | Taiwan        | 1'04"77 | 44    |

| Pos. | Atleta            | Nazione       | Tempo   | Pos F |
| ---- | ----------------- | ------------- | ------- | ----- |
| 1    | Shirley Babashoff | Stati Uniti   | 59"51   | 3 Q   |
| 2    | Wendy Cook        | Canada        | 1'01"20 | 14 Q  |
| 3    | Mary Beth Rondeau | Canada        | 1'01"46 | 17    |
| 4    | Leanne Francis    | Australia     | 1'01"90 | 24    |
| 5    | Lesley Allardice  | Gran Bretagna | 1'02"07 | 26    |
| 6    | Inger Andersson   | Svezia        | 1'03"40 | 38    |
| 7    | Diane Walker      | Gran Bretagna | 1'04"44 | 43    |

| Pos. | Atleta              | Nazione          | Tempo   | Pos F |
| ---- | ------------------- | ---------------- | ------- | ----- |
| 1    | Jutta Weber         | Germania Ovest   | 59"72   | 5 Q   |
| 2    | Jennifer Kemp       | Stati Uniti      | 1'00"42 | 10 Q  |
| 3    | Sylvia Eichner      | Germania Est     | 1'00"64 | 11 Q  |
| 4    | Angela Steinbach    | Germania Ovest   | 1'01"66 | 21    |
| 5    | Nadezhda Matyukhina | Unione Sovietica | 1'02"14 | 29    |
| 6    | Margrit Thomet      | Svizzera         | 1'02"33 | 31    |
| 7    | Laura Podestà       | Italia           | 1'02"88 | 34    |

| Pos. | Atleta               | Nazione          | Tempo   | Pos F |
| ---- | -------------------- | ---------------- | ------- | ----- |
| 1    | Shane Gould          | Australia        | 59"44   | 1 Q   |
| 2    | Andrea Eife          | Germania Est     | 59"73   | 6 Q   |
| 3    | Heidi Reineck        | Germania Ovest   | 1'00"39 | 8 Q   |
| 4    | Grethe Mathiesen     | Norvegia         | 1'01"47 | 18    |
| 5    | Yelena Timoshenko    | Unione Sovietica | 1'01"68 | 22    |
| 6    | Shigeko Kawanishi    | Giappone         | 1'02"13 | 28    |
| 7    | Khriska Peycheva     | Bulgaria         | 1'03"43 | 39    |
| 8    | Virginia Anchestegui | Messico          | 1'04"99 | 46    |

### Semifinali
| Pos. | Atleta            | Nazione        | Tempo   | Pos F |
| ---- | ----------------- | -------------- | ------- | ----- |
| 1    | Shirley Babashoff | Stati Uniti    | 59"05   | 1 Q   |
| 2    | Magdolna Patóh    | Ungheria       | 59"64   | 5 Q   |
| 3    | Heidi Reineck     | Germania Ovest | 59"66   | 6 Q   |
| 4    | Andrea Eife       | Germania Est   | 59"71   | 7 Q   |
| 5    | Jennifer Kemp     | Stati Uniti    | 59"93   | 10    |
| 6    | Anke Rijnders     | Paesi Bassi    | 1'00"84 | 13    |
| 7    | Wendy Cook        | Canada         | 1'01"26 | 15    |
| 8    | Claude Mandonnaud | Francia        | 1'01"88 | 16    |

| Pos. | Atleta                | Nazione          | Tempo   | Pos F |
| ---- | --------------------- | ---------------- | ------- | ----- |
| 1    | Shane Gould           | Australia        | 59"20   | 2 Q   |
| 2    | Sandra Neilson        | Stati Uniti      | 59"41   | 3 Q   |
| 3    | Gabriele Wetzko       | Germania Est     | 59"46   | 4 Q   |
| 4    | Enith Brigitha        | Paesi Bassi      | 59"75   | 8 Q   |
| 5    | Jutta Weber           | Germania Ovest   | 59"90   | 9     |
| 6    | Sylvia Eichner        | Germania Est     | 1'00"73 | 11    |
| 7    | Hansje Bunschoten     | Paesi Bassi      | 1'00"79 | 12    |
| 8    | Tatyana Zolotnitskaya | Unione Sovietica | 1'01"12 | 14    |

### Finale
| Pos.    | Atleta            | Nazione        | Tempo   | Nota            |
| ------- | ----------------- | -------------- | ------- | --------------- |
| Oro     | Sandra Neilson    | Stati Uniti    | 58"59   | Record olimpico |
| Argento | Shirley Babashoff | Stati Uniti    | 59"02   |                 |
| Bronzo  | Shane Gould       | Australia      | 59"06   |                 |
| 4       | Gabriele Wetzko   | Germania Est   | 59"21   |                 |
| 5       | Heidi Reineck     | Germania Ovest | 59"73   |                 |
| 6       | Andrea Eife       | Germania Est   | 59"91   |                 |
| 7       | Magdolna Patóh    | Ungheria       | 1'00"02 |                 |
| 8       | Enith Brigitha    | Paesi Bassi    | 1'00"09 |                 |